# Георгій Боїм

Георгій Боїм (або Юрій Боїм; угор. Boym György, пол. Jerzy Boim; 1537 — 22 вересня 1617) — купець, громадянин Львова. .

## Життєпис
Походив з угорської родини Семигороддя, здобув непогану освіту. Промишляв піратством на Дунаї. Завдяки зв'язкам у Семигородді, Валахії провадив успішну торгівлю великими партіями угорського вина, сукна, був лихварем. Прибув уперше до Львова у березні 1576 року при дворі семигородського князя Стефана Баторія, обраного королем Речі Посполитої. Після коронації Стефана Баторія був його секретарем, довіреною особою.
Один з найбагатших міщан Львова, патрицій. Міський райця (1610—1614), бургомістр; засновник роду Боїмів, що проіснував у Львові до кінця XVII ст. і до якого належало декілька непересічних особистостей: старший син, райця, війт Львова, придворний лікар Павло Юрій Боїм; онук, один з перших європейських дослідників Китаю Міхал Пйотр Боїм.

## Сім'я

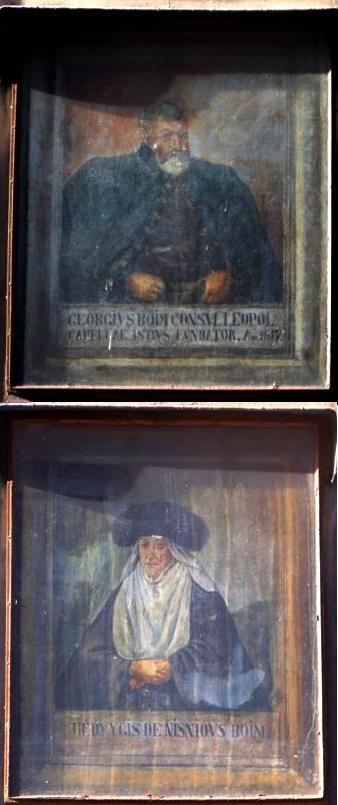
Юрій і Ядвига Боїм

За одними даними, після шлюбу з шляхетною Ядвігою Катажиною Нижневською (пол. Jadwiga Katarzyna Niżniowska), перейшов з протестантизму на католицизм у 1590 році Герб Ядвіґи Бойм подав Владислав Лозінський. 

За іншими, його першою дружиною стала донька купця Шольца Катаріна (Катажина), яка померла після народження сина Павла. Діти:
- Ельжбета, дружина Миколая Шольц-Вольфовича
- Марселла, дружина Мельхіора Шольц-Вольфовича (молодшого)
- Катарина, дружина Зиґмунта Брезлера з Опави
- Павло Юрій Боїм

Другою дружиною Георгія Бойма стала Ядвіга Анчевська, донька королівського урядника. Шлюб вони уклали, коли Павло Бойм мав 20 років. Ходили чутки, що Ядвіга зраджувала чоловікові з пасинком, тому Бойм-батько мав намір розлучитись та віддати дружину до монастиря. Однак у цьому випадку йому довелось би переписати монастиру весь посаг Ядвіги, тому Георгій передумав. Також після того, коли майже закінчили оздоблювати родову каплицю, він на знак помсти наказав виготовити всередині оголену скульптуру Ядвіги. Ймовірно, на боковій стіні каплиці висіли портрети Ядвіги і Павла з написами «зрадлива дружина» і «слабохарактерний син» відповідно. Їх наказав прибрати у 1920-х роках Болеслав Твардовський.

## Каплиця Боїмів

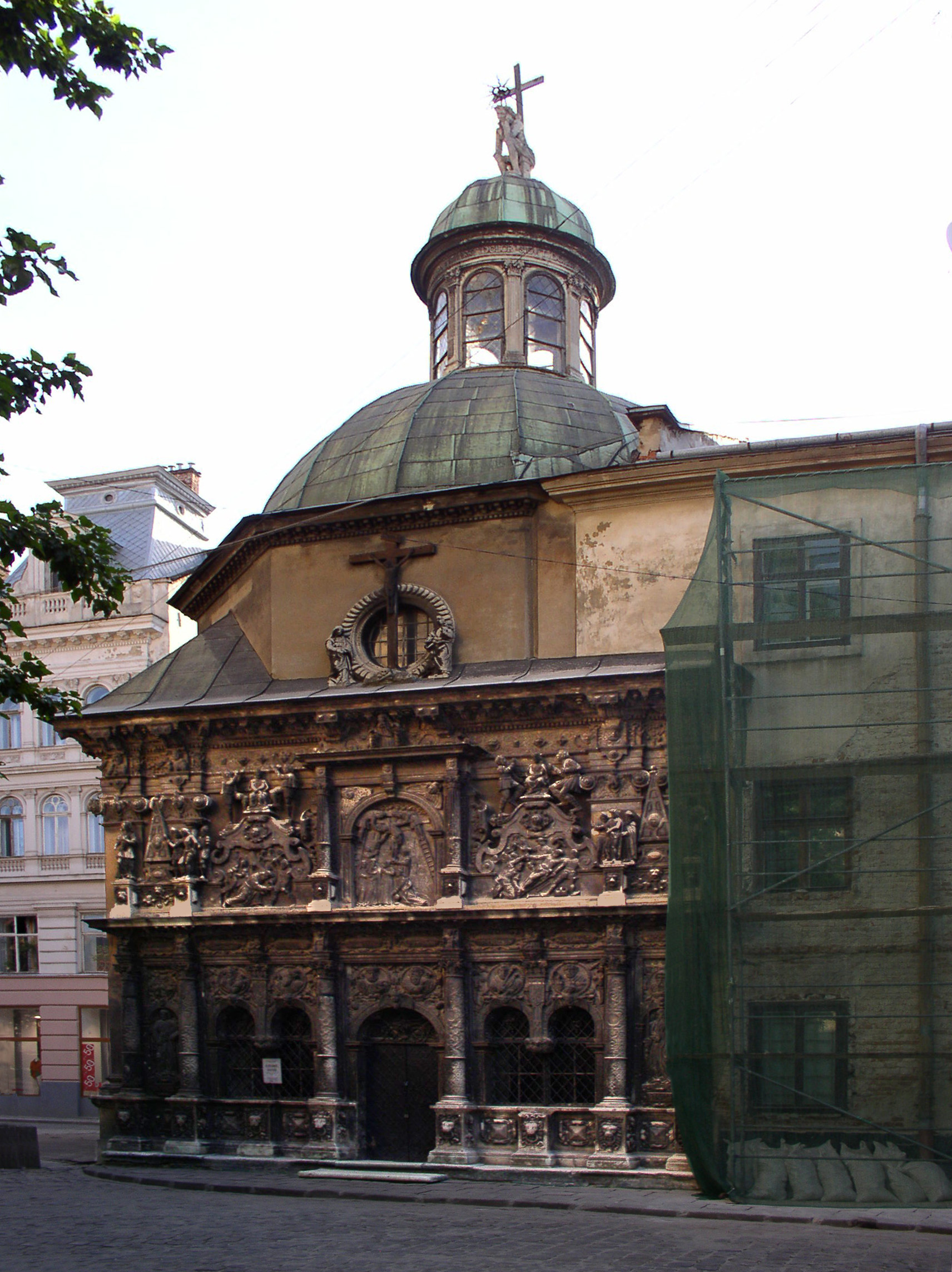
Каплиця Боїмів

На тодішньому цвинтарі Латинського собору Георгій Боїм заклав родинну каплицю, що була споруджена, ймовірно, майстром Андреасом Бемером з Вроцлава за зразком королівської Зиґмунтовської каплиці катедри Вавеля (1609—1611). Лаконічне ренесансне оздоблення каплиці очевидно не задовольнило замовника і її фасад оздобив кам'яної різьбою на тему Мук Господніх Гануш Шольц із Вроцлава під наглядом сина фундатора Павла Юрія Боїма (1612—1615). У червні 1615 р. каплицю Страстей Христових освятив львівський латинський архієпископ Ян Анджей Порохницький. Через надмір декорації, виконаної у наївному стилі, каплицю називали Біблією для бідних, символом пихи фундатора, що бажав похизуватись своїми статками.
81-річний Юрій Боїм помер 1617 року, був похований у фундованій ним каплиці. На її східній стіні збереглись фрескові портрети фундаторів Г. Боїма і Ядвіги Нижневської, виконані художником Джованні Джіані. Ще один портрет Георга Боїма (імовірно, авторства М. Домарадського) зберігся в інтер'єрі каплиці.